# ピエール・ナヴィル
ピエール・ナヴィル（Pierre Naville、1904年2月1日 - 1993年4月24日）は、フランスの作家、政治活動家、社会学者。シュルレアリスム運動に参加し、自動記述の試み『左手の女王たち』を発表。アラゴン、ブルトン、ペレとともに1924年に機関誌『シュルレアリスム革命』を創刊し、第3号までペレと共同で編集した。
1926年に共産党に入党したが、トロツキーの左翼反対派の活動を支持し、1928年に除名。トロツキストの機関紙『階級闘争』、『ラ・ヴェリテ（真実）』を創刊・主宰。1960年から1990年まで統一社会党員として活動する一方、第二次大戦後から労働社会学の研究に専念した。
邦訳に回想録『超現実の時代』、『生けるトロツキー』、ワトソンの行動主義心理学に関する『心理学 - 行動の科学』などがある。

## 生涯

### 背景
ピエール・ナヴィルは1904年2月1日、パリ7区のグルネル通りに生まれた。母方はカトリック、父方はプロテスタントで、親族には教員や牧師が多かった。父方の祖父ピラム・ナヴィル（Pyrame Naville、1848-1921）はオスマン帝国銀行（Banque impériale ottomane）のパリ支店長を務め、東洋金融会社（Société Financière d’Orient）およびイズミル・カサバ（Kasaba（カスタモヌ県））鉄道会社の経営責任者、駐仏セルビア総領事を歴任した。
父アルノルト（Arnold Naville、1879-1952）も銀行員であったが、文学に造詣が深く、『新フランス評論』誌を購読し、同誌の創刊者の一人である文豪アンドレ・ジッド、および同誌を刊行したガリマール社の経営責任者ガストン・ガリマールと親しかった。アルノルトは特にジッドの愛読者であり、彼の著書目録を作成するほか、彼の戯曲『フィロクテート（Philoctète）』を音楽担当も含めて家族全員で上演し、上演会にジッドを招待するほどであった。

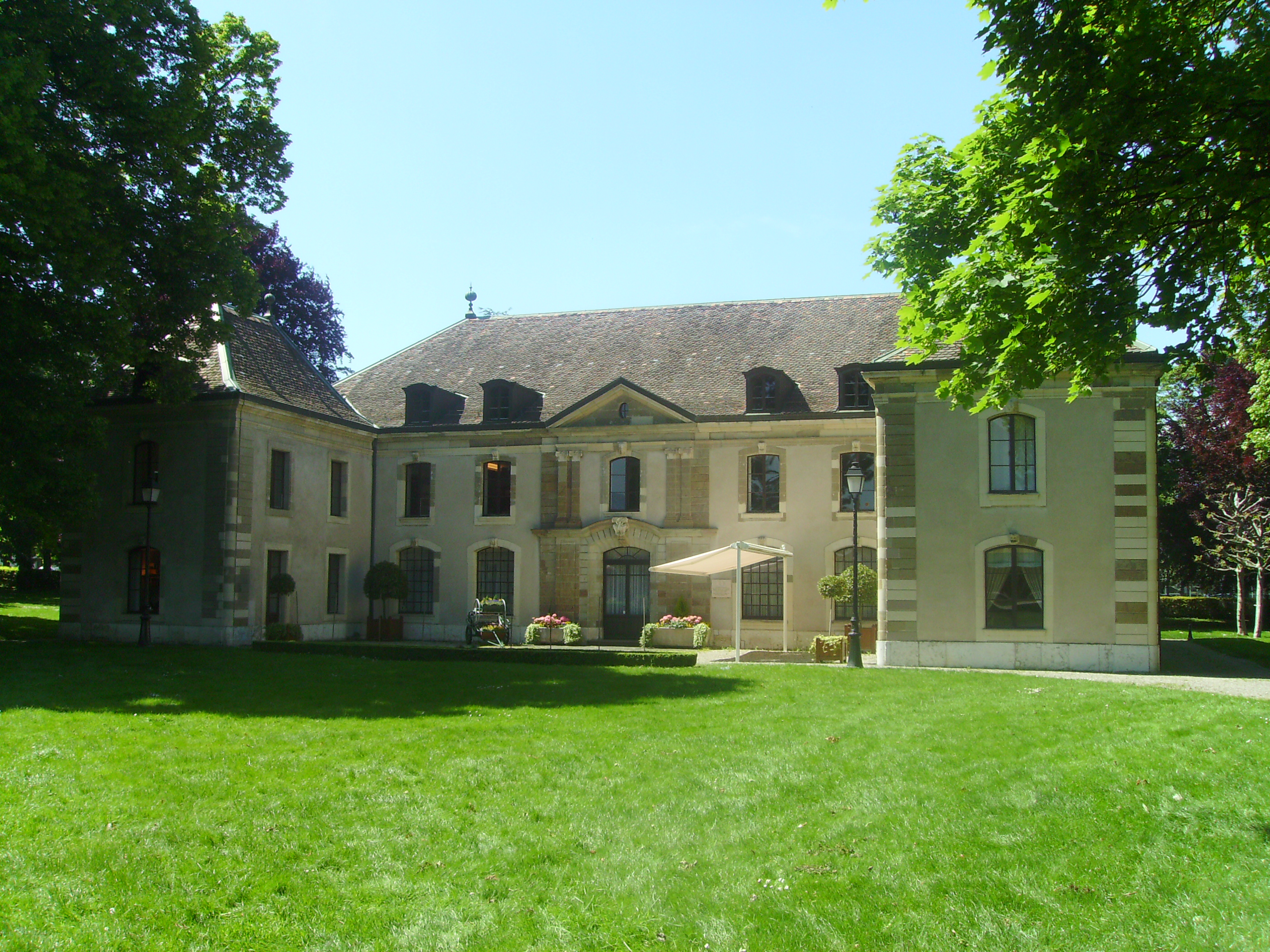
現在ヴェルニエ市庁舎となっているナヴィル家の城館

一家はもともとジュネーヴ州（スイス）のジュネーヴに近いヴェルニエに城館を構えていたため、ナヴィルはパリの邸宅とヴェルニエの城館を行き来して過ごすほか、休暇には母、ジャック、マルク、ルネの兄弟姉妹とともに大西洋岸の海水浴場（北部のカルヴァドス県、西部のフィニステール県、南西部のビアリッツ）、ジュラ山脈、マッターホルンのふもとのヴァレー州（スイス）などに滞在するなど幸福な子ども時代を送った。ナヴィルは後に回想録にやや自嘲を込めて「教養あるブルジョワ家庭」に育ったと記し、実際、後に「現実生活におけるブルジョワ性の打破を目指して」シュルレアリスム批判、そして労働運動・社会改革運動に取り組むことになるが（後述）、家族との関係は常に良好で、特にヴェルニエにいることの多かった父とは6歳のときから父が死去する1952年まで継続的に手紙のやり取りをしている。

### 教育
父宛の手紙によると、ナヴィルは子どもの頃にイギリスの小説家H・G・ウェルズの『タイム・マシン』や『神々の糧』、ラ・フォンテーヌの『寓話』、ユーゴーの『城主』、『クロムウェル』、ラマルティーヌの『ジョスラン』や『瞑想詩集』、プルタルコスの『対比列伝』などを愛読し、父から送られる雑誌や新聞を読んで国際経済情勢や内政にも早くから関心を示していた。また、12歳のときから絵を描き始め、14歳のときに建築家であった叔父ジャン・ナヴィル（Jean Naville）に連れられて画家リュック＝オリヴィエ・メルソンのアトリエを訪れてデッサンを続けるよう励まされ、ポール・アルベール・ローランス（ジャン＝ポール・ローランスの息子）やルイ・ロジェに師事したこともあった。1919年、15歳のときに最初の小説『アレクサンドル』を書いた。手書き原稿に挿絵をたくさん入れた手作りの本であり、献辞には「敬愛する父に」と書かれている。
パリ6区の非宗教的な私立学校エコール・アルザシエンヌに通い、ドイツ語、英語、ラテン語、ギリシア語を習得した。短期間だが兄ジャックとともにカーンの寄宿学校リセ・マレルブで学び、1921年の夏の休暇には二人で英語の勉強のために渡英した。文学への関心はジッド、エドモン・ロスタンからイプセン、ドストエフスキー、プルースト、スタンダールまで幅広く、次いでパスカル、ルソーなどの哲学書を読み耽った。
哲学への関心から1921年9月、ソルボンヌ大学の哲学科に入学。だが、当時、大学ではベルクソンが主流であったため、マラルメをはじめとする象徴派詩人や、とりわけポール・ヴァレリーの作品との出会いを機に、再び文学に惹かれ、詩作を試みるようになった。一方、ソルボンヌでマルクス主義哲学者のアンリ・ルフェーヴルとジョルジュ・ポリツェルに出会ったことは、マルクス主義思想とフランスにおける共産主義の折り合いをつけようとするナヴィルの後の活動に大きな影響を与えることになった。

### 前衛文学・芸術運動

#### 『ルフ・デュール』

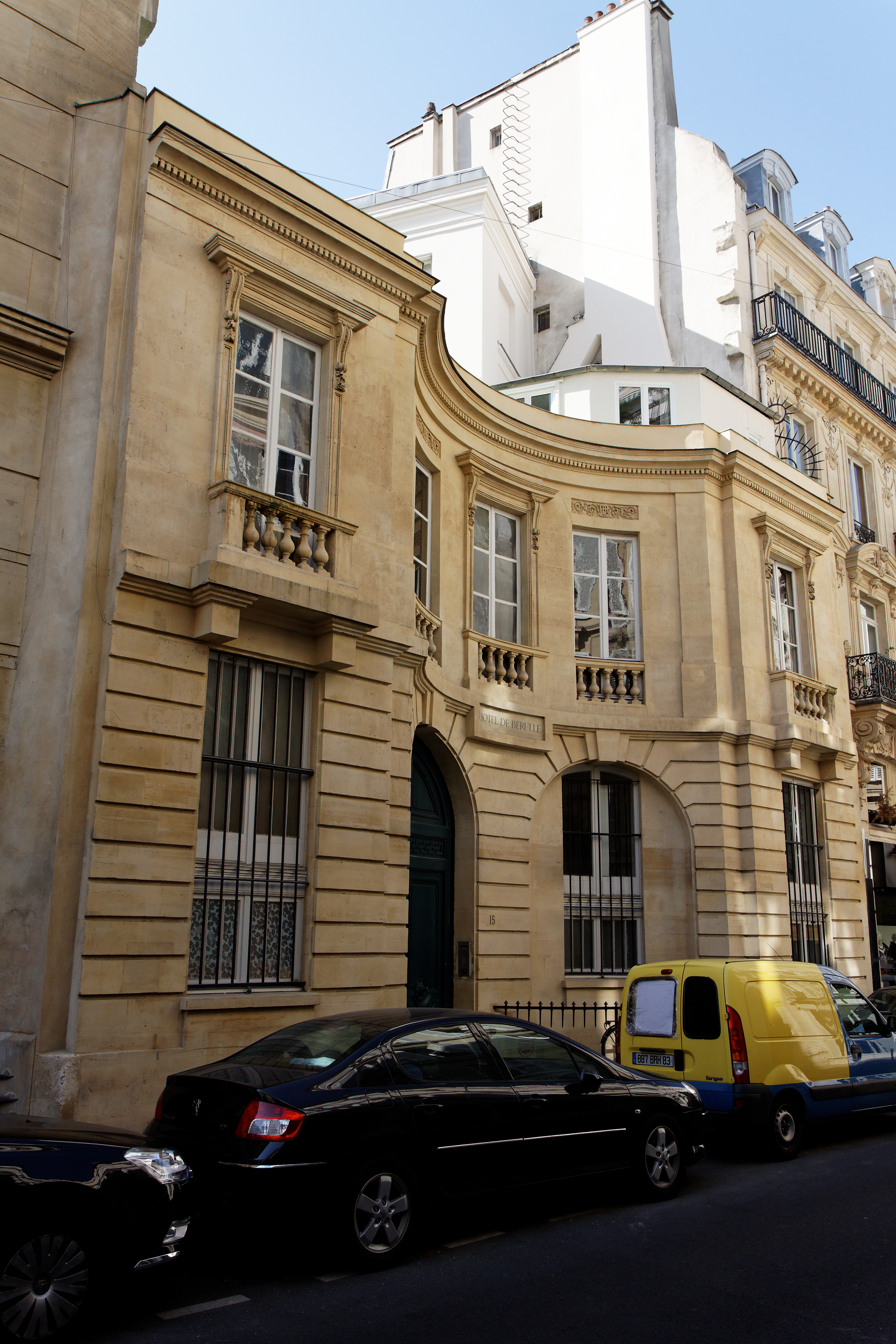
シュルレアリスム研究所の拠点となったパリ（グルネル通り）のナヴィルの自宅「ベリュル館（Hôtel de Bérulle）」

同じ哲学科の学生であったジョルジュ・デュヴォーらが1921年に前衛文学雑誌『ルフ・デュール（かたゆで卵）』を創刊し、ジェラール・ローゼンベール（Gérard Rosenberg）が編集委員会に参加していた。ローゼンベールは当時まだ学生であったが、詩人マックス・ジャコブの親戚で、すでに他の文学雑誌を主宰した経験があり、ダダの運動に参加し、後にシュルレアリスム運動を担うことになるフィリップ・スーポー、ルイ・アラゴンと親しかった。ナヴィルはローゼンベールに連絡を取り、『ルフ・デュール』誌に詩を寄稿し、これが契機となって『ルフ・デュール』誌の寄稿者（スーポー、アラゴン、マックス・ジャコブ、マルセル・アルラン、フランシス・カルコ、ブレーズ・サンドラール、ジャン・コクトー、ピエール・ドリュ＝ラ＝ロシェル、ヴァレリー・ラルボー、フランソワ・モーリアック、アンリ・ド・モンテルラン、ポール・モラン、レイモン・ラディゲ、ピエール・ルヴェルディ、アンドレ・サルモンほか）をはじめとし、新しい文学を模索する同世代の作家との交流が始まった。
ヴァレリーの影響のもとに詩作を始めたが、一方で画家になる希望を捨てたわけではなく、肖像画などを描き続け、若手画家ピエール＝ウジェーヌ・クレランとともにポン＝タヴァン派の誕生の地、ブルターニュ地方のポン＝タヴァンを訪れたりもしていたが、『ルフ・デュール』誌で詩を発表しながら、1923年から24年にかけてソルボンヌで哲学の学士論文を執筆しているときに、1919年にブルトン、アラゴン、スーポーによって創刊され、当初はダダの機関誌であった『リテラチュール（文学）』誌における実験的な試み、とりわけ、フロイトの精神分析に基づく自由連想法の影響を受けて、理性に制御されない純粋な思考を表現しようとする自動記述の最初の試みであるブルトンとスーポーの「磁場」に新しい文学の可能性を見いだし、自ら「左手の女王たち」と題する自動記述を試み、1924年に自費出版した。これはカフェのテーブルで一気呵成に書き上げたもので、色彩表現に富んだ絵画的な描写である。一方で彼は、「シュルレアリスムの絵画は存在しない」という。これは、広義のオートマティスムとの関連において、鉛筆を自由に走らせても、絵筆で夢の形象をなぞろうとしても、それだけではシュルレアリスムの絵画と言えないという趣旨である。

#### 『シュルレアリスム革命』
さらに『ルフ・デュール』誌での活動を通して知り合ったアラゴン、スーポーらのシュルレアリスム運動に参加し、グルネル通りのナヴィルの自宅を拠点としてシュルレアリスム研究所が創設され、ブルトンのシュルレアリスム第一宣言が発表された1924年に、ナヴィルはブルトン、アラゴン、バンジャマン・ペレとともにシュルレアリスムの機関誌『シュルレアリスム革命』を創刊し、第3号までペレと共同で編集した。このときナヴィルは弱冠20歳、他のシュルレアリストは30歳前後であった。
フランス革命に匹敵するほどの文学の大革命を目指すシュルレアリスムの機関誌創刊号（1924年12月1日刊）の表紙には、「新たな人権宣言に漕ぎつけなければならない」と書かれ、出版社はガストン・ガリマールが1919年に創設したガリマール書店であった。創刊号にはブルトン、アラゴン、ペレのほか、『ルフ・デュール』誌の同志ローゼンベール、ポール・エリュアール、ピエール・ルヴェルディ、ロベール・デスノスらの詩人、さらにマン・レイ（表紙の写真）、ピカソ、ジョルジョ・デ・キリコ、マックス・エルンスト、アンドレ・マッソンらの画家が参加し、ナヴィルはペレに関するテクスト「バンジャマン」と抽象的なデッサンを掲載した。

#### シュルレアリスムとマルクス主義・共産党
彼はこのほか、複数の作家・芸術家による毎回のコラム「シュルレアリスム・テクスト」と「夢」の記述、および芸術評論を掲載しているが、ブルトンが編集を一手に担うことになった第4号から同誌をいったん離れ、次は2年半後（1927年10月）の第9-10合併「自動記述」特集号に夢の記述と「もっと良く、もっと悪く」を寄稿したのみである。1927年発表の著書『革命と知識人』所収の「もっと良く、もっと悪く」は、シュルレアリストに国際主義的マルクス主義の妥当性に関する検討を促す内容であり、これは、ナヴィルが1925年頃からマルクス・レーニン主義哲学を研究し始めたことによる。まずはレーニンの著書『なにをなすべきか?』（1902年）、『国家と革命』（1917年）、カール・カウツキーの『プロレタリアートの独裁』におけるボリシェヴィキ批判への反論『プロレタリア革命と背教者カウツキー』（1918年）などに取りかかった。1925年に兵役に服し、オート＝マルヌ県ショーモンに駐屯する北アフリカ狙撃兵連隊に配属された際にも共産主義者の隊員との交流を通じて理解を深めた。だが、規律への不服従のためにドゥー県ヴァルダオンの軍事基地に送られて訓練を受け、1か月後にリーフ戦争下のモロッコに送られる予定であったが、志願してパリ駐屯の部隊に入隊した後に兵役を終えた。
除隊後、共産党（1921年結成）の活動に参加していたジャン・ベルニエ、マルセル・フーリエ、ヴィクトル・クラストル（Victor Crastre）らとともに『内戦（la Guerre civile）』と題する雑誌を創刊し、さらに「シュルレアリストに何ができるか」（1926年）を通じて他のシュルレアリストらに文学・芸術の革命を共産主義革命につなげるよう呼びかけた。これに対してブルトンは、『正当防衛』と題する小冊子を発表し、「我々のなかに、ブルジョワジー（中産階級）が手にしている権力がプロレタリアート（労働者階級）の手に渡ることを望まない者はいない。だが、一方で、我々にとって必要なのは、内面生活の体験（実験）を続けることであり、しかも、言うまでもなく、たとえマルクス主義であっても外部からの制御を受けることなく続けることである」と応答した。
だが、これはこの後のシュルレアリスム運動とマルクス主義または共産党との複雑な関係の一端を示すものであり、すでに作家アンリ・バルビュスの小説『クラルテ』（1919年刊行）を契機に共産主義知識人らが起こした国際的な反戦平和運動「クラルテ」および機関誌『クラルテ』の編集委員とシュルレアリストとの間に協力関係が生まれ、シュルレアリストと『クラルテ』誌の共産主義者によるリーフ戦争反対の共同声明「まず革命を、そして常に革命を」が共産党の機関紙『リュマニテ』（1925年9月21日付）と『シュルレアリスム革命』誌第5号（同年10月15日付）に掲載されていた。『内戦』誌の刊行もこうした共同企画によるものであったが、シュルレアリストの参加は得られなかった。だが、この後ナヴィルとマルセル・フーリエが『クラルテ』誌の編集を担当すると、まずアラゴンが積極的に寄稿し、次いでエリュアール、デスノス、ミシェル・レリスも参加した。
ナヴィルは1926年にフランス共産主義青年運動に参加し、次いで共産党に入党。共産主義学生運動の事務局を務め、機関紙『前衛学生（l'Étudiant d'avant-garde）』を編集した。一方、シュルレアリストのうち、アラゴン、エリュアール、ブルトン、ペレ、ピエール・ユニックが共産党に入党し、立場を明確にするために「白日の下に（Au grand jour）」と題する小冊子を発表して、一定の条件付きでマルクス主義による革命を主張したが、政治的な関わりを拒否するシュルレアリストらとの対立は深まるばかりであった。ブルトンはこの後1929年に、史的唯物論の立場を取りながらも共産党の方針を批判する『シュルレアリスム第二宣言』を発表。このときナヴィルは、独自の道を歩み始めていた。

#### 同志・妻・翻訳家ドゥニーズ
シュルレアリスム運動を通じて、ブルトンの最初の妻シモーヌの親戚にあたるドゥニーズ（デニーゼ）・カーン（Denise Kahn）に出会った。彼女はフランスと国境を接するドイツのザールラント州の生まれだが、フランス語を話す家庭に育ったバイリンガルで、シュルレアリスム運動に参加し、『シュルレアリスム革命』誌に翻訳を掲載していた。1926年にナヴィルと結婚。以後、ナヴィルとともにトロツキストとして活躍し、彼が主宰する『階級闘争』、『ラ・ヴェリテ（真実）』のほか、『社会学認識論（Épistémologie sociologique）』、『社会学年報』（1898年にエミール・デュルケムによって創刊）など多くの政治・経済・学術雑誌に翻訳を寄稿した。また、トロツキーと直接連絡を取りながら彼の著作物、特に『社会主義へか資本主義へか』（ドイツ語訳の校正・フランス語訳）、さらにニコライ・ブハーリンの『金利生活者の政治経済』、エンゲルスの『自然の弁証法』、カール・フォン・クラウゼヴィッツの『戦争論』（ナヴィルによる紹介文）などを翻訳し、とりわけ、ヘルダーリン全書簡集のフランス語訳で知られる。

### トロツキズム - 左翼反対派から第四インターナショナル

#### トロツキーとの出会い
ナヴィルもまた、反スターリン主義の立場から共産党の方針に反する活動に参加するようになった。1927年に、早くも1935年にスターリンの伝記『スターリン - ボルシェヴィキ党概史』を発表したことで知られるボリス・スヴァーリンに連絡を取って、彼が結成したマルクス・レーニン共産主義サークルに参加し、『クラルテ』誌ではバルビュスの作品、特に『イエス・キリスト』を批判し、マルクス主義哲学を十分理解していないと論じたために共産党から批判された。同じ1927年の十月革命10周年の際に、ヴィクトル・セルジュに勧められ、共産党の反対を押し切ってジェラール・ローゼンタールとともにフランス代表としてソビエト連邦を訪れた。このとき、トロツキーに出会い、彼に欧州で彼の活動を紹介し、左翼反対派グループの結成を支援してほしいと言われた。このときに合同反対派のプレオブラジェンスキー、ジノヴィエフ、ラデックらにも会う機会を得た。さらに外国人代表団の会合に参加し、トロツキーを厳しく批判するブハーリンの演説を聞くことになった。さらに『クラルテ』代表としてルナチャルスキー主宰の作家会議に参加し、フランス文学の動向について報告。社会主義リアリズムが台頭しつつあったソ連で、芸術家の自由な創作活動を訴え、前衛芸術運動「レフ」を結成したマヤコフスキーに称賛された。また、セルジュの案内で街を歩いて市民生活の現状を観察し、反対派が開催した非合法の会合に出席するなど、帰国後の活動に備えた。

#### 左翼反対派の活動 -『階級闘争』、『ラ・ヴェリテ』
トロツキーは1925年に解任され、1929年に国外追放された。ナヴィルはフランス共産党の雑誌・新聞が政治の実情を歪めて報道していると非難し、セルジュとの連名で、ソ連の経済管理、市民生活の管理の実情を報告し、ローゼンタールとの連名で、「共産主義者へ、革命的労働者へ、我々の証言」と題する記事をスヴァーリン創刊の『共産主義会報（Bulletin communiste）』、モーリス・パズ創刊の『流れに逆らって（Contre le courant）』、『レーニン主義組織（Unité léniniste）』誌などに発表。さらに『流れに逆らって』誌にソ連訪問の報告書を掲載し、パズらのグループの公開会議に参加するなど積極的な活動を展開した。この結果、ナヴィルは1928年2月に共産党を除名され、新たに『クラルテ』誌の後続誌『階級闘争（la Lutte de classes）』を創刊した。

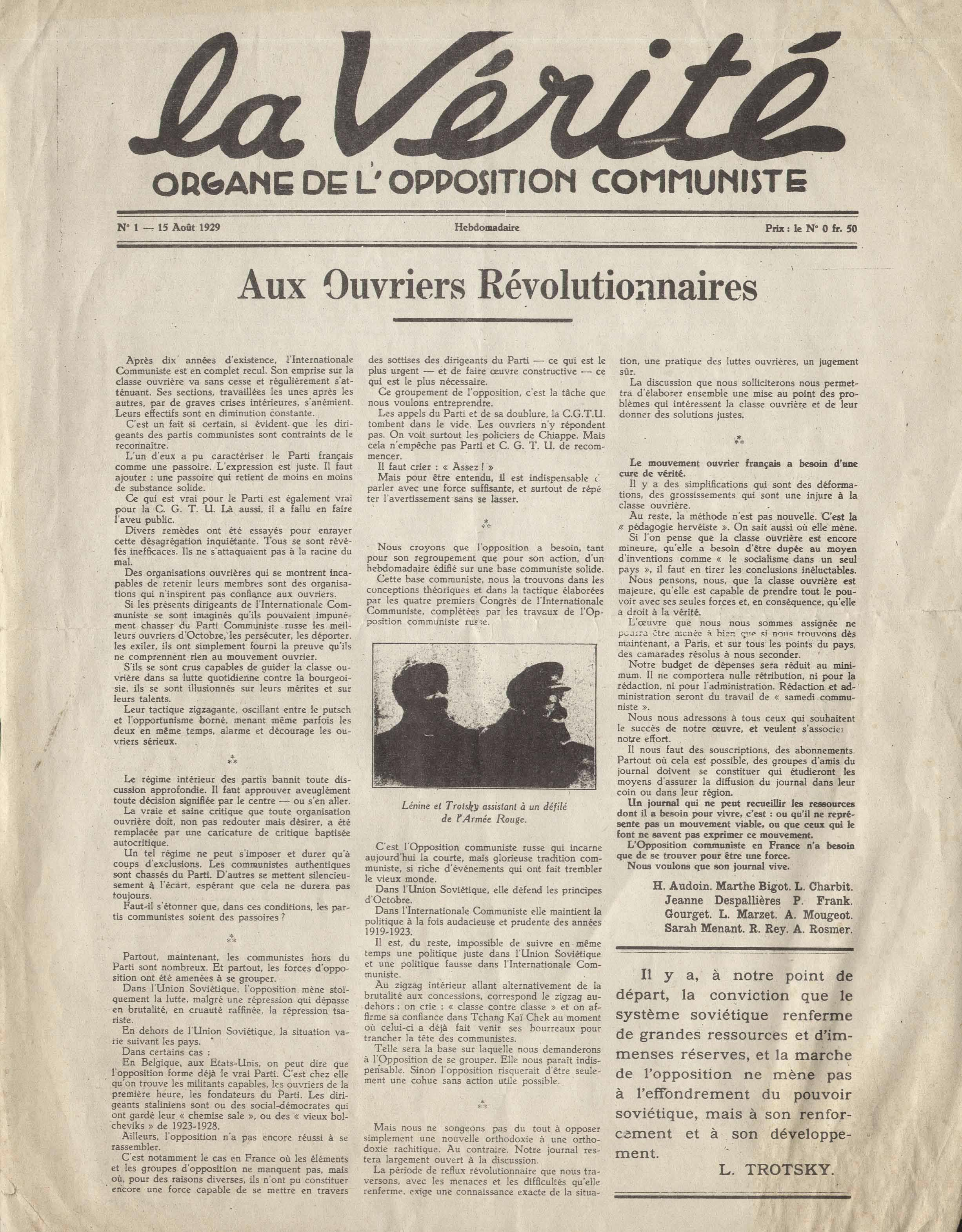
『ラ・ヴェリテ』誌創刊号（1929年8月15日）

さらにスヴァーリンのマルクス・レーニン共産主義サークルとともに新組織「カマラード（同志）」を結成しようとしたが果たせず、そこで、トルコのプリンスィズ諸島プリンキポ島（ビュユック島）で再会したトロツキーの助言に従って次の雑誌『ラ・ヴェリテ（真実）』を創刊。アンリ・モリニエ、レイモン・モリニエの兄弟、アルフレッド・ロスメル、および『階級闘争』の寄稿者らが参加した。トロツキーと頻繁に連絡を取っていたナヴィルは、左翼反対派の発展のために尽力し、1930年3月にドイツ合同左翼反対派の結成に協力。同年4月に左翼反対派の最初の国際会議の開催のために尽力し、国際事務局のアルフレッド・ロスメルの代理に選出された。だが、労働のあり方や労働組合の問題で意見対立が生じ、レイモン・モリニエと対立。モリニエを支持したトロツキーに批判されるが、以後もフランス国内外の左翼反対派の推進に尽力した。
しばらくは小規模な共産主義組織の結成を試みたが、1933年にトロツキーに説得されてフランス社会党（労働インターナショナル・フランス支部、SFIO）に参加。『ラ・ヴェリテ』は社会党内の「ボリシェヴィキ・レーニン主義グループ（GBL）」の機関紙となり、ナヴィルはグループの中央委員会に参加したが、社会党が共産党との統一戦線を結成した後、1935年10月にボリシェヴィキ・レーニン主義グループが解体され、トロツキストの影響力が失われると同時に、内部対立につながった。だが、1936年には、ボリシェヴィキ・レーニン主義グループが結成した革命労働党（PUR）と、ナヴィル、ジャン・ルー、イヴァン・クレポーらが結成した革命社会主義青年が国際主義共産党の指導者らと合意に達し、6月2日に国際主義労働党（POI）が結成された。ナヴィルは以後、同党の指導者の一人として、新たに党の機関紙となった『労働闘争』の編集を中心に積極的な活動を展開し、左派を結集した人民戦線の政策すら批判し、「革命プロレタリア戦線」の結成を呼びかけた。
1938年、ローゼンタール宅でソ連のスパイでフランスに亡命していたウォルター・クリヴィツキーと、同じくソ連のスパイで前年、ローザンヌで内務人民委員部に暗殺されたイグナス・ポレツキーの妻エリザベート・ポレツキーに出会った。同年、ドイツからフランスに亡命し、国際共産主義連合の組織委員会書記であったルドルフ・クレメントのものと思われる遺体が発見された。頭部はなかった。ナヴィルはクレメントのものと証言したが、共産党は『リュマニテ』紙上でこれを否定。現在では国家政治保安部によって暗殺されたものとされている。フランスだけでなく、スペイン、イタリア、オーストリアなどでも国家政治保安部によるトロツキストの誘拐・暗殺が相次ぎ、ナヴィルは第四インターナショナルの会報でこれを厳しく糾弾した。

#### フランス第四インターナショナル結成
1938年9月3日、ナヴィルの主導により、ヴァル＝ド＝マルヌ県ペリニーのロスメル宅で第四インターナショナル結成会議が行われた。だが、1939年、第二次世界大戦を目前にして、トロツキーは明確な原理と計画に基づく組織再編成が必要と考え、国際主義労働党の党員に、マルセル・ピヴェール、ダニエル・ゲラン主導の労農社会党（フランス社会党から除名された「革命左派」により前年の1938年に結成）への参加を呼びかけたが、ナヴィルをはじめとする大多数がこれを拒否。国際主義労働党は第四インターナショナルから除名され、ナヴィルはトロツキストの活動から離れることになった。
1939年に第二次大戦が勃発し、ナヴィルは9月2日にパリ輜重隊に配属された。次いで、ダラディエ内閣の事務局に転属になったが、共産主義活動の経歴から警察の取り調べを受けてフォンテーヌブロー駐屯の懲罰部隊に送られた。ムーズ県のサン＝レジェ＝ヴォーバン収容所に拘留された後、ヨンヌ県アヴァロン、次いでヨンヌ県トネールの捕虜収容所に送られた。過酷な労働のため病に倒れ、シャロン＝シュル＝マルヌの病院に入院したが、重病のため1941年1月にドイツ当局によって釈放された。

### 労働社会学の研究、政治活動
ナヴィルは、これ以後、ジョルジュ・フリードマンが「産業社会のなかで進行する機械化、自動化や分業の深化との関連で人間労働の運命と可能性を追求する」学問として提唱した労働社会学および心理学の研究に専念し、1942年にシュルレアリスム時代の著書から15年ぶりに『心理学、行動科学 - ワトソンの行動主義心理学』（邦題『心理学 - 行動の科学』）、翌43年に『ポール・ティリ・ドルバックと18世紀の科学哲学』を発表した（著書参照）。さらに1943年に職業指導員の資格を取得すると同時に、フランス国立科学研究センター（CNRS）の研究員として研究と博士論文執筆に取り組んだ。
1944年にマルクス主義経済学者のシャルル・ベトレーム、左派政治活動家・記者のジル・マルティネとともに雑誌を創刊する予定であったが実現せず、翌1945年に単独で『国際評論（la Revue internationale）』を創刊。1951年に第27号をもって終刊となるまでベトレームとマルティネのほか、ダヴィッド・ルーセ、モーリス・ナドーが編集委員として参加し、ジャック・プレヴェール、ジャン・ロスタンも寄稿。主に政治・経済に関する記事や文芸評論を掲載した。さらに、『国際評論』の共同編集者・寄稿者らとともにフランス社会党から除名された者たちによって結成された合同民主社会主義運動を支持し、この運動から1948年に合同社会党（Parti socialiste unitaire）が結成されると、同党の運営委員会に参加した。
1950年代には『エスプリ』誌編集長のジャン＝マリー・ドムナック、古代ギリシア研究者のモーリス・ラクロワ、人類博物館を創設した民族学者のポール・リヴェ、哲学者のジャン＝ポール・サルトル、人民戦線内閣で官房長官を務めたアンドレ・ブリュメルら左派の知識人を中心とする「自由の擁護のための知識人行動委員会（Comité d’action des intellectuels pour la défense des libertés）」に参加するほか、共産党や社会党の方針に失望して、左派社会党（PSG）、社会主義左派連合（UGS）などの小規模な左派政党の集会に参加していたが、1957年末にフランス社会党から分裂した社会主義左派連合に参加し、1960年に統一社会党として再結成された後も1990年に解散するまで党員として活躍した。

### トロツキーに関する資料収集
1963年にマルクス主義歴史学者アイザック・ドイッチャーによるトロツキーの伝記『追放された予言者』が出版された。彼の亡命時代（1929 - 1940年）、すなわち、ナヴィルがトロツキーと交流のあった時代の伝記で、その内容に失望したナヴィルはトロツキーに関する資料を収集し、この時期の「共産主義運動の危機」について書かなければならないと思った。これが『新リヴァイアサン』全6巻執筆の契機であり、1970年から1977年にかけて刊行された（著書参照）。
また、トロツキーに関する資料収集の一環として、1929年から1940年にトロツキーがメキシコのコヨアカンで暗殺されるまでの間に交わした書簡の復元に奔走した。これは、第一次大戦中、ナヴィルが捕虜収容所に送られたときに、妻ドゥニーズの知人に手紙などの資料をすべて預けていたところ、この知人がトロツキーからの手紙（約300通）が含まれていると知ると、恐れをなしてすべて破棄してしまったためであった。資料にはヴィクトル・セルジュ、アルフレッド・ロスメルからの手紙も含まれていた。ナヴィルは、トロツキーの妻ナターリア、およびトロツキーが暗殺されるまでの7年間、彼の秘書としてトルコ、フランス、ノルウェー、メキシコで行動を共にし、当時アメリカの大学に勤務していたジャン・ヴァン・エジュノールに連絡を取って協力を求めた。ハーバード大学の図書館が資料を保管していたからである。だが、資料が機密解除されたのは1980年のことであり、エジュノールを介して入手した書簡は、ナヴィルと妻ドゥニーズ、およびエジュノールの手紙を含め、1989年にようやく刊行された（著書参照）。

### 死去・没後
1993年4月24日、パリにて死去、享年89歳。ペール・ラシェーズ墓地に埋葬された。
彼が収集した資料は彼の遺言に従って1993年12月に「ピエール・ナヴィル資料」としてパリ7区の「社会行動研究・資料・情報センター / 社会博物館（CEDIAS-Musée social）」に寄贈された。
1994年に、社会学者ジャン＝ピエール・デュランおよび彼が主導するエヴリー大学（パリ・サクレー大学を構成する研究教育機関）の社会学研究グループによって「ピエール・ナヴィル・センター」が創設された。

## 受賞
1955年、『労働生活とその諸問題（La Vie de travail et ses problèmes）』で、「最多数階級の精神的・物質的状況を改善するために最も適切、最も効果的、最も実用的な方法を提唱する可能性のある著作家」に与えられるアカデミー・フランセーズのファビアン賞（1897年創設）を受賞した。

## 著書
- Les Reines de la main gauche, Alençon, Imprimerie alençonnaise, 1924 - 詩・短編（左手の女王たち）
- La Révolution et les intellectuels. (Que peuvent faire les surréalistes ?), (1926) ; Mieux et moins bien (1927), Gallimard, 1927 ; Gallimard, coll. « Idées », nouv. éd. revue et augmentée, 1975（革命と知識人、「シュルレアリストに何ができるか」、「もっと良く、もっと悪く」）
- La Psychologie, science du comportement. Le béhaviorisme de Watson, Gallimard, coll. « L’avenir de la Science », 1942（心理学、行動科学 - ワトソンの行動主義心理学）
  - 『心理学 - 行動の科学』吉岡修一郎訳、白水社、1954年
- Paul Thiry d'Holbach et la philosophie scientifique au xviiie siècle, Gallimard, 1943（ポール・ティリ・ドルバックと18世紀の科学哲学）
- D'Holbach et la philosophie scientifique au xviiie siècle, Gallimard, coll. « Bibliothèque des Idées », nouv. éd. revue et augmentée, 1967（ドルバックと18世紀の科学哲学）
- Théorie de l'Orientation professionnelle, Gallimard, 1945 ; Gallimard, coll. « Idées, 270 », nouv. éd. augmentée, 1972（職業指導論）
- Les Conditions de la liberté, Éditions du Sagittaire, 1947（自由の条件）
- Psychologie, Marxisme, Matérialisme. Essai Critique, Marcel Rivière, coll. « Bibliothèque philosophique », 1946 ; 2e éd., revue et augmentée, 1948（心理学、マルクス主義、唯物論 - 評論）
- La Formation professionnelle et l’école, PUF, coll. « Nouvelle Encyclopédie pédagogique », 1948（職業教育と学校）
- La Guerre du Vietnam, Éditions de La Revue internationale, 1949（ベトナム戦争）

- Les Jacobins noirs. Toussaint Louverture et la Révolution de Saint-Domingue, 1949（トゥーサン・ルーヴェルチュールとサン＝ドマング革命）- C・L・R・ジェームズの『ブラック・ジャコバン - トゥーサン・ルーヴェルチュールとハイチ革命』（青木芳夫監訳、大村書店（ペリフェリ選書）1991年、増補新版2002年、原著：C.L.R. James, The Black Jacobins, 1938）のフランス語訳
- La Chine future, Éditions de Minuit, 1952（今後の中国）
- La Vie de travail et ses problèmes, Armand Colin, « Cahiers de la Fondation nationale des Sciences politiques, no 56 », 1954（労働生活とその諸問題）
- Essai sur la qualification du Travail, Marcel Rivière, « Recherches de Sociologie du Travail, no 1 », 1956（労働の質に関する考察）
- L’Intellectuel communiste. À propos de Jean Paul Sartre, Marcel Rivière, 1956（共産主義知識人 - ジャン＝ポール・サルトルについて）
- Cahiers d’Étude de l’Automation, I, Bibliographie analytique, au 1er mars 1957, Paris, Marcel Rivière, « Recherches de Sociologie du Travail, no 2 », 1957（自動化研究手帖 I）- ナヴィルが匿名で書誌解題
- Le Nouveau Léviathan, 1957-77（新リヴァイアサン、全6巻）
  - Le Nouveau Léviathan, 1. De l’aliénation à la jouissance, La genèse de la sociologie du travail chez Marx et Engels, Marcel Rivière, « Recherches de Sociologie du Travail, no 3 », 1957 ; nouv. édition, Éditions Anthropos, 1967 ; 3e éd., Éditions Anthropos, 1970（第1巻：疎外から余暇へ - マルクスおよびエンゲルスにおける労働社会学の誕生）
  - Le Nouveau Léviathan, 2. Le salaire socialiste, vol. I. Les rapports de production, Éditions Anthropos, 1970（第2巻：社会主義の賃金、第1部：生産関係）
  - Le Nouveau Léviathan, 3. Le salaire socialiste, vol. II. Sur l’histoire moderne des théories de la valeur et de la plus-value, Éditions Anthropos, 1970（第2巻：社会主義の賃金、第2部：価値論・付加価値論の近代史について）
  - Le Nouveau Léviathan, 4. Les échanges socialistes, Éditions Anthropos, 1974（第4巻：社会主義の交換）
  - Le Nouveau Léviathan, 5. La bureaucratie et la révolution, Éditions Anthropos, 1972（第5巻：官僚制と革命）
  - Le Nouveau Léviathan, 6. La guerre de Tous contre Tous, Éditions Galilée, 1977（第6巻：万人の万人に対する闘争）

- L’Armée et l’État en France, Les Cahiers du Centre d’Études socialistes, no 12, 1961（フランスにおける軍隊と国家）
- L’Automation et le travail humain. Rapport d’enquête (France, 1957-1959) Paris, CNRS, Travaux du Centre d’Études sociologiques, 1961（自動化と人間の労働 - 調査報告書）- 共著
- Traité de sociologie du travail, Armand Colin, tome I, 1961 ; tome II, 1962（労働社会学概論）- 共著
- Trotsky vivant, Éditions Julliard, coll. « Dossiers des Lettres nouvelles », 1962 ; Lettres nouvelles/Maurice Nadeau, nouv. éd., 1979 ; rééd. Paris, Maurice Nadeau, 1988
  - 『生けるトロツキー』浜田泰三訳、現代思潮社、1971年
- Vers l’automatisme social ? Problèmes du travail et de l’automation, Gallimard, coll. « Problèmes et Documents », 1963（社会の自動化に向けて？ - 労働とオートメーションの諸問題）
- La Psychologie du comportement. Le Béhaviorisme de Watson, Gallimard, coll « Idées », nouv. éd. augmentée, 1963（行動心理学 - ワトソンの行動主義）
- La Classe ouvrière et le régime gaulliste, 1964（労働者階級とド・ゴール政権）
- Questions du Socialisme, I. La Classe ouvrière et le Régime gaulliste, Études et Documentation Internationale, 1964（社会主義の諸問題、第1巻：労働者階級とド・ゴール政権）
- Questions du Socialisme, II. La guerre et la révolution, I. Guerres d’Asie, Vietnam et Corée, Études et Documentation internationales, 1967（社会主義の諸問題、第2巻：闘争と革命、第1部：アジア、ベトナム、朝鮮の戦争）
- Épistémologie sociologique（社会学的認識論）- フランス国立科学研究センターの社会学研究所で1964年から1972年までナヴィルが主宰した学術雑誌
- L'État entrepreneur, Le cas de la Régie Renault. Une enquête sur les fonctions sociales du secteur public industriel en France Éditions Anthropos, coll. « Sociologie et Travail », 1971（企業国家 - ルノー公団の場合）- 共著
- Temps et Technique. Les structures de la vie de travail, Genève, Droz, 1972（時間と技術 - 労働生活の構造）-『労働生活とその諸問題』の一部改訂版
- L'Entre-deux-guerres. La lutte des classes en France, 1927-1939, Études et Documentation Internationales, 1975（戦間期 - フランスにおける階級闘争 1927-1939）
- Pouvoir militaire et socialisme au Portugal, Éditions Anthropos, 1975（ポルトガルの軍事力と社会主義）
- Le Temps du surréel, L’Espérance mathématique, I, Éditions Galilée, 1977 - 回想録
  - 『超現実の時代』家根谷泰史訳、みすず書房、1991年 - 原著の『超現実の時代』のほか、『シュルレアリスム革命』誌掲載の記事を含む[49][50]。
- Autogestion et planification, « Cahiers du Centre populaire de Formation socialiste, no 7 », 1980（自主管理と計画経済）
- Le Temps, la technique, l’autogestion, Éditions Syros, 1980（時間、技術、自主管理）
- Mahan et la maîtrise des mers, Berger-Levrault, coll. « Stratégies », 1981（マハンと海戦術）
- Sociologie d’aujourd’hui. Nouveaux temps, nouveaux problèmes, Éditions Anthropos, 1981（今日の社会学 - 新しい時代、新しい問題）
- Sociologie et logique. Esquisse d’une théorie des relations, PUF, 1982（社会学と論理学 - 関係論の試み）
- La Maîtrise du salariat, Éditions Anthropos, 1984（賃金労働者の管理）
- Mémoires imparfaites. Le temps des guerres, Éditions de la Découverte, 1987 - 回想録（半過去の回想録）
- Thomas Hobbes, Plon, 1988（トマス・ホッブズ）
- Léon Trotsky, Pierre Naville, Denise Naville, Jean Van Heijenoort, Correspondance, 1929-1939, (édité par Pierre Naville), L'Harmattan, 1989（レフ・トロツキー、ピエール・ナヴィル、ドゥニーズ・ナヴィル、ジャン・ヴァン・エジュノール、往復書簡 1929-1939）
- Gorbatchev et la réforme en URSS, Éditions de la Pensée universelle, 1992（ゴルバチョフとソビエト連邦における改革）